# Referendum na Krymie w 2014 roku
Referendum w sprawie statusu Krymu – kontrowersyjne głosowanie nad statusem politycznym Krymu, które odbyło się 16 marca 2014. W referendum zwrócono się do miejscowej ludności, czy chcą przystąpienia do Rosji jako podmiotu federalnego lub przywrócenia konstytucji krymskiej z 1992 i statusu Krymu jako części Ukrainy. Referendum odbyło się po wydarzeniach Euromajdanu i podczas aneksji Krymu przez Rosję. Zostało przeprowadzone pod groźbą użycia broni, zakazano bezstronnym obserwatorom wstępu na Krym. Nie jest uznawane w skali międzynarodowej przez większość krajów i przez żadną organizację międzynarodową.
Zostało przeprowadzone na terytorium Republiki Autonomicznej Krymu oraz w Sewastopolu, jego podstawą prawną było postanowienie z 27 lutego 2014 wydane przez Radę Najwyższą Republiki Autonomicznej Krymu. Pierwotnie wyznaczono jego termin na 25 maja 2014, po czym datę przeprowadzenia przeniesiono najpierw na 30 marca 2014, a ostatecznie na 16 marca 2014.
Władze Ukrainy uznały referendum za nielegalne i niezgodne z ukraińskim porządkiem prawnym, a Zgromadzenie Ogólne ONZ przyjęło rezolucję 68/262 stwierdzającą, że referendum jest nieważne.
Podczas głosowania nie było żadnych obserwatorów z ramienia ONZ, WNP, Unii Europejskiej czy OBWE.
Zgodnie z oficjalnymi danymi większość głosujących opowiedziała się za przyłączeniem się do Rosji. Referendum stało się pretekstem dla ogłoszenia niepodległości Republiki Krymu 17 marca 2014 i inkorporacji Krymu przez Rosję 18 marca 2014.

## Tło społeczno-polityczne

### Skład narodowościowy Krymu
Struktura etniczna Krymu w 2001 roku. Według analityków Rosja od zaanektowania Krymu w 2014 przymusowo zmienia skład etniczny tego okupowanego przez siebie terytorium, co na mocy art. 49 Konwencji Genewskiej z 1949 roku jest kwalifikowane jako zbrodnia wojenna.
     Rosjanie (58%)
     Ukraińcy (24%)
     Tatarzy (12%)
     Inni (6%)
W skład terytorium, gdzie przeprowadzono referendum, wchodziły dwie jednostki administracyjne Ukrainy: Republika Autonomiczna Krymu oraz miasto wydzielone Sewastopol. Łącznie, zgodnie ze spisem powszechnym przeprowadzonym na Ukrainie w 2001 roku, Półwysep Krymski zamieszkiwało około 2,4 mln ludzi. Większość ludności (60,40%) stanowili Rosjanie. Oprócz nich żyli tu Ukraińcy (24,01%) i Tatarzy krymscy (10,21%). W tym czasie 79,1% ludności zadeklarowało język rosyjski jako język ojczysty, natomiast język ukraiński zadeklarowało 9,6% (2,5 razy mniej niż odsetek ludności ukraińskiej, gdyż większość Ukraińców używa rosyjskiego), język krymskotatarski zadeklarowało też 9,6% ludności Krymu.
Siedem miesięcy po referendum (14 października 2014) na Krymie władze rosyjskie przeprowadziły ogólnokrymski spis ludności. W porównaniu ze spisem ogólnoukraińskim 2001 skład narodowościowy uległ zmianom: wzrósł odsetek Rosjan (z 60% do 68%), zmalał odsetek Ukraińców (z 24% do 16%), określenie dynamiki zmian odsetku Tatarów krymskich jest nie takie oczywiste, bo nominalnie wzrósł nieznacznie (z 10% do 11%), ale jednocześnie gwałtownie wzrósł odsetek Tatarów (z 0,6% do 2%), co według opinii urzędu statystycznego Rosji świadczy o tym, że znaczna liczba Tatarów krymskich w czasie spisu wskazała narodowość tatarską, na to wskazuje i to że 25% „Tatarów” w czasie spisu wskazała jako język ojczysty rosyjski, co odzwierciedla proporcję wśród „Tatarów” Tatarów właściwych, którzy są bardzo zrusyfikowani lingwistycznie. Skład językowy ludności Krymu (język ojczysty): rosyjski – 84%, krymskotatarski – 8%, „tatarski” – 4%, ukraiński – 3%. 80% Ukraińców wskazało jako ojczysty język rosyjski, wśród „Tatarów” – 25%, Tatarów krymskich – 6%.

### Badania opinii publicznej
W badaniach przeprowadzonych w 2008 roku 63,8% respondentów opowiedziało się za odłączeniem Krymu od Ukrainy i przyłączeniem go do Rosji. Za taka opcja opowiedziało się 75,9% Rosjan, 55,2% Ukraińców i 13,8% Tatarów krymskich.
W sprawozdaniu oficyny Programu Narodów Zjednoczonych ds. Rozwoju (UNDP) działającej na Krymie zawarte są wyniki badań opinii publicznej przeprowadzonych przez UNDP w lutym, maju, sierpniu i listopadzie 2010. Na pytanie „Jeżeli by odbyło się referendum o przyłączeniu Republiki Autonomicznej Krymu do Rosji, jak byś głosował?” badani mieszkańcy Krymu dali odpowiedź: za – 65–67%, przeciw – 9–14%, nie zdecydował – 20–25%.
Sondaż wykonany w maju 2013 roku przez fundowany przez rząd USA International Republican Institute wskazywał, że 23 procent mieszkańców Krymu chciało przyłączenia go do Rosji (spadek o 10 punktów procentowych względem sondażu z października 2010 roku) i 67 procent chciało, żeby Krym pozostał w składzie Ukrainy (wzrost o 8 p.proc.).
Badanie wykonane 8–18 lutego 2014 r. przez prywatny Kyjiwśkyj miżnarodnyj instytut sociołohiji wskazywał, że 41% mieszkańców Krymu opowiada się za przyłączeniem całej Ukrainy do Rosji.
Sondaż niemieckiej instytucji GfK wykonany przed wyborami pokazał, że 70% uczestników referendum chciało głosować za przyłączeniem do Rosji, a 11% przeciw.

## Pytania referendum
Głosujący odpowiadali niezależnie na dwa pytania:
1. Czy jesteś za ponownym zjednoczeniem Krymu z Rosją na prawach podmiotu FR?
2. Czy jesteś za przywróceniem obowiązywania konstytucji Republiki Krymu z 1992 roku i za statusem Krymu jako części Ukrainy?[28][29]

Należy zaznaczyć, że konstytucja z 1992 roku rozszerzała kompetencje władz Krymu, nadając mu takie cechy niepodległego państwa jak samodzielne mianowanie urzędników i możliwość występowania na forum międzynarodowym w bezpośrednich kontaktach z innymi państwami. Ponadto zwracano uwagę, że drugie pytanie referendum zostało sformułowane niejednoznacznie, gdyż w 1992 roku obowiązywały dwie istotnie różniące się od siebie wersje konstytucji – majowa i ze zmianami wprowadzonymi we wrześniu.

## Kampania referendalna
W kampanii referendalnej nie dopuszczano do głosu przeciwników zjednoczenia z Rosją. Przed referendum stosowano represje wobec zwolenników Ukrainy np. zastraszania i porwania. Udowodniono zakatowanie tylko jednego aktywisty Renata Ametowa. Uniemożliwiano także wjazd na Krym wojskowym obserwatorom OBWE – ich misja nie była jednak związana z planowanym referendum. Mimo to przed referendum odbyły się na obszarze całego półwyspu protesty przeciwników referendum, głównie Tatarów krymskich, w których uczestniczyło, według relacji organizatorów, łącznie ponad 40 tys. osób. Rosja przyznała, że żołnierze rosyjscy („uzbrojeni mężczyźni w nieoznakowanych mundurach”) wspierali siły lokalnej samoobrony, by „umożliwić swobodne przeprowadzenie referendum”.

## Oficjalne wyniki
Zgodnie z oficjalnymi danymi za wariantem nr 1 (zjednoczenie z Rosją) miało opowiedzieć się 96,57% (1 495 043 wyborców), a za wariantem nr 2 (pozostanie w składzie Ukrainy pod warunkiem poszerzenia autonomii) 2,66% (41 247 wyborców). Liczba głosów nieważnych miała wynieść 0,77% oddanych głosów (11 907).
Frekwencja miała wynieść 84,09%.
Podano, że łącznie na terytorium Krymu (Republika Autonomiczna Krymu oraz miasto wydzielone Sewastopol) miało być 1 841 073 wyborców, a w czasie referendum oddano 1 548 197 głosów.
| Pytanie | Głosy     | uprawnionych do głosowania | oddanych głosów | ważnych głosów |
| --- | --------- | -------------------------- | --------------- | -------------- |
| Czy jesteś za ponownym zjednoczeniem Krymu z Rosją na prawach podmiotu FR?                                                | 1 233 002 | 80,42%                     | 96,77%          | 97,47%         |
| Czy jesteś za przywróceniem obowiązywania konstytucji Republiki Krym z 1992 roku i za statusem Krymu jako części Ukrainy? | 31 997    | 2,09%                      | 2,51%           | 2,53%          |
| Razem głosy ważne | 1 264 999 | 82,51%                     | 99,28%          | 100%           |
| Głosy nieważne | 9 097     | 0,59%                      | 0,72%           | –              |
| Razem oddane głosy | 1 274 096 | Frekwencja: 83,10%         | 100%            | –              |
| Liczba uprawnionych do głosowania                                                                                         | 1 533 208 | 100%                       | –               | –              |

| Pytanie | Głosy   | uprawnionych do głosowania | oddanych głosów | ważnych głosów |
| --- | ------- | -------------------------- | --------------- | -------------- |
| Czy jesteś za ponownym zjednoczeniem Krymu z Rosją na prawach podmiotu FR?                                                | 262 041 | 85,56%                     | 95,60%          | 96,59%         |
| Czy jesteś za przywróceniem obowiązywania konstytucji Republiki Krym z 1992 roku i za statusem Krymu jako części Ukrainy? | 9 250   | 3,02%                      | 3,37%           | 3,41%          |
| Razem głosy ważne | 271 291 | 88,58%                     | 98,97%          | 100%           |
| Głosy nieważne | 2 810   | 0,92%                      | 1,03%           | –              |
| Razem oddane głosy | 274 101 | Frekwencja: 89,50%         | 100%            | –              |
| Liczba uprawnionych do głosowania                                                                                         | 306 258 | 100%                       | –               | –              |

## Zastrzeżenia do wyników oficjalnych
Często podawana liczba 97% za przystąpieniem Krymu do Rosji, w 2014 została zakwestionowana przez Radę Praw Człowieka przy prezydencie Federacji Rosyjskiej, która oszacowała, że tylko od 30% do 50% mieszkańców Krymu wzięło udział w referendum, z czego około 50–60% popierało secesję. Jewgienij Bobrow z działającej przy prezydencie FR rady oraz dwóch członków stowarzyszenia Memoriał, w przygotowanym dla członków tej Rady dokumencie stwierdzili, że większość mieszkańców Sewastopola głosowało w referendum za przyłączenie się do Rosji (przy frekwencji rzędu 50–80%), zaś w pozostałej części Krymu za przyłączeniem się do Rosji głosowało 50–60% wyborców przy frekwencji wynoszącej 30–50%. Ponadto stwierdzili, że mieszkańcy pozostałej części Krymu, w odróżnieniu od mieszkańców Sewastopola, głosowali nie tyle za przyłączeniem do Rosji, ile za „zakończeniem korupcji i bezprawnej dominacji złodziejskich donieckich popleczników”. Dokument ten powstał po wizycie jego autorów w Sewastopolu i Symferopolu w dniach 15–18 kwietnia 2014 roku.
Ze względu m.in. na to, że niezależne organizacje nie mogły monitorować przebiegu referendum, część ekspertów uważa, że oficjalne wyniki nie są wiarygodne. Uważają oni, że podana w oficjalnych wynikach frekwencja w wyborach, masowo zbojkotowanych przez mniejszość tatarską, była sfałszowana i nierealistycznie wysoka. Natomiast częste na Ukrainie i w Rosji praktyki fałszowania wyborów z użyciem tzw. „karuzeli wyborczej” (głosowanie przez cały dzień w kolejnych lokalach grup wyborców wożonych autobusami) w przypadku Krymu nie były odnotowane. Z kilku źródeł pojawiły się z kolei informacje, że w referendum brali udział obywatele Federacji Rosyjskiej, a przeciwnikom przyłączenia do Rosji uniemożliwiano oddanie głosu. Referendum odbywało się w obecności wojsk rosyjskich na Krymie i przy zmasowanej jednostronnej kampanii propagandowej na rzecz opcji akcesji do Rosji. Zdaniem ekspertów nie budzi wątpliwości poparcie dla przyłączenia Krymu do Rosji, ale stwierdzają oni, że poziom fałszerstw przerósł wszelkie oczekiwania. Marek Menkiszak z Ośrodka Studiów Wschodnich ocenił, że poziom fałszowania wyników tzw. referendum był olbrzymi i nie można w ten sposób wyrażonej woli mieszkańców Krymu brać pod uwagę jako rzeczywistego i demokratycznego wyboru.
Oficjalne wyniki są kwestionowane również ze względu na bojkot przez Tatarów krymskich i głosowanie nieuprawnionych osób obywatelstwa rosyjskiego, deklarujących „zamieszkanie na Krymie”. Lider Medżlisu Tatarów krymskich Refat Czubarow określił liczbę wyborców narodowości krymsko-tatarskiej 185 tys. (10% ogólnej liczby wyborców na Krymie). Jego zdaniem przytłaczająca większość Tatarów krymskich zbojkotowała referendum, tylko 1 tys. brało udział. Czubarow twierdził, że w dwóch osiedlach miasta Bakczysaraju, gdzie mieszkają Tatarzy krymscy, referendum się nie odbyło. Czubarów przytoczył przykład wsi Anniwka (rejon biłohirśkyj), w której mieszka 290 osób, w tym 200 Tatarów, nie zagłosował ani jeden Tatar. Mimo to lokalna komisja wyborcza ogłosiła, że w tej wsi udział w referendum wzięło 111 osób. Podobną sytuację miano, według niego, zaobserwować w wielu innych krymskich miejscowościach.
Komitet Monitorujący Zgromadzenia Parlamentarnego Rady Europy swoim raporcie uznał podaną przez władze krymskie kombinację 82-procentowej frekwencji i 96% głosów za przyłączeniem do Rosji „za nieprzekonującą”. Ponadto przytoczył informację, że według rozmówców, z którymi kontaktowali się przedstawiciele Komitetu, frekwencja w referendum wyniosła 35–40%.

## Reakcje międzynarodowe
27 marca 2014 na 68 Sesji Zgromadzenia Ogólnego Organizacji Narodów Zjednoczonych przyjęto Rezolucję nr 68/262 dotyczącą integralności terytorialnej Ukrainy i aneksji Krymu przez Federację Rosyjską, w której stwierdzono nieważność referendum – za rezolucją głosowało 100 państw, 11 było przeciw, 58 wstrzymało się od głosu, 24 nie brało udziału w głosowaniu.